# 鬼眼刑警
《鬼眼刑警》出品人王晶，導演霍耀良，監製江玉儀，
編劇馮強，執行監製王愛玲，製片張珮詩，副導演繆健德/楊曉華，於2006年上映。

## 故事大綱
高佬威(洪天明)代替酒醉未醒的阿七(方中信)護送富商為被綁架的妻子交付贖款，卻遭到悍匪殺人王(林仲岐)及手下伏擊，不幸中槍身亡。及後阿七在同袍抽水强(森美)住所天臺與殺人王及其弟爛命倫(彭敬慈)巧遇，在拘捕過程中，殺人王中槍墮樓身亡，前誓言死後必變惡鬼報仇。 
阿七接獲妹妹通知，患有末期癌症的七姨(羅　蘭)將死，阿七趕往醫院探望。此時七姨指家族每一代排行第七的子女，都會遺傳到陰眼，上一代那一人逝世，下一代排行第七的那位無論是男是女都會馬上得到陰眼。最後七姨安詳離世，阿七回頭發然真的見到自己已離世多時的父母及七姨丈在房內，與七姨一齊帶笑離去。阿七心中混亂，離開醫院時，又見各種人鬼混在一起，回到家中，又驚見已死的高佬威在等他，並特地警告他，殺人王過了頭七之後，就會找他報仇，阿七幾近崩潰，一時之間無法接受自己突然擁有「鬼眼」這個事實。 
阿七與抽水強被指派接手殺人王案，去最老歷史的七號差館，老警察喃嘸炳(元華)是全港所有差館的非官方靈異顧問。七號差館的女警司MADAM徐(梁敏儀)對下屬不假辭色，經常繃緊著臉的，下令差館不可放關二哥像，並派阿七去幫所有舊檔案建檔入電腦，由漂亮的女警菲菲(谷祖琳)協助，阿七對菲菲一見鍾情。 
過了頭七，眾人在差館內突然感到氣溫急降，老鼠慌忙逃走，金魚突然死去，顯然將會有不祥之事發生。果然，殺人王的惡靈忽至，把MADAM徐像玩具般玩弄，幸炳叔仍取出一個鍾馗像，把殺人王的冤魂嚇退，MADAM徐才得救，但她卻變了個小女人，令抽水強享盡溫柔。 
炳叔請來師父樵伯(王天林)，與殺人王談判，可惜殺人王不領情，聲言要阿七、強、炳三人死無葬身之地……

## 演員
| 演員   | 角色    | 暱稱／關係                                                              |
| 方中信 | 姚七星  | 警察 菲菲之男朋友，起初不知其是鬼，最后得知                             |
| 森美   | 抽水强  | 姚七星的警察同袍                                                        |
| 元華   | 炳叔    | 7號警局警察 最后告知姚七星菲菲已死的真相                                |
| 谷祖琳 | 菲菲    | 7號警局文職人員 于几年前在警局门外被车撞死 最后跟金毛玲和杀人王同归于尽 |
| 梁敏儀 | MADAM徐 | 7號警局女警司 起初不相信有鬼，最后相信                                  |
| 張文慈 | 金毛玲  | 殺人王老婆 最后被电消灭                                                 |
| 林仲岐 | 殺人王  | 爛命倫兄 最后被电消灭                                                   |
| 彭敬慈 | 爛命倫  | 殺人王弟 最后被警方击毙                                                 |
| 魯芬   | 阿蓮    | 殺人王手下 最后被警方击毙                                               |
| 洪天明 | 肥威    | 姚七星前警察同袍                                                        |
| 董敏莉 | 珠珠    | 喃嘸炳女兒                                                              |
| 羅 蘭  | 七姨    | 姚七星的七姨，后去世                                                    |
| 王天林 | 樵伯    | 炳叔師父                                                                |

## 外部連結
- 香港影庫上《鬼眼刑警》的資料（繁體中文）
- 互联网电影数据库（IMDb）上《鬼眼刑警》的资料（英文）
- 鬼眼刑警（Don'T Open Your Eyes）- app2.atmovies.com.tw （页面存档备份，存于）